# Río Anker

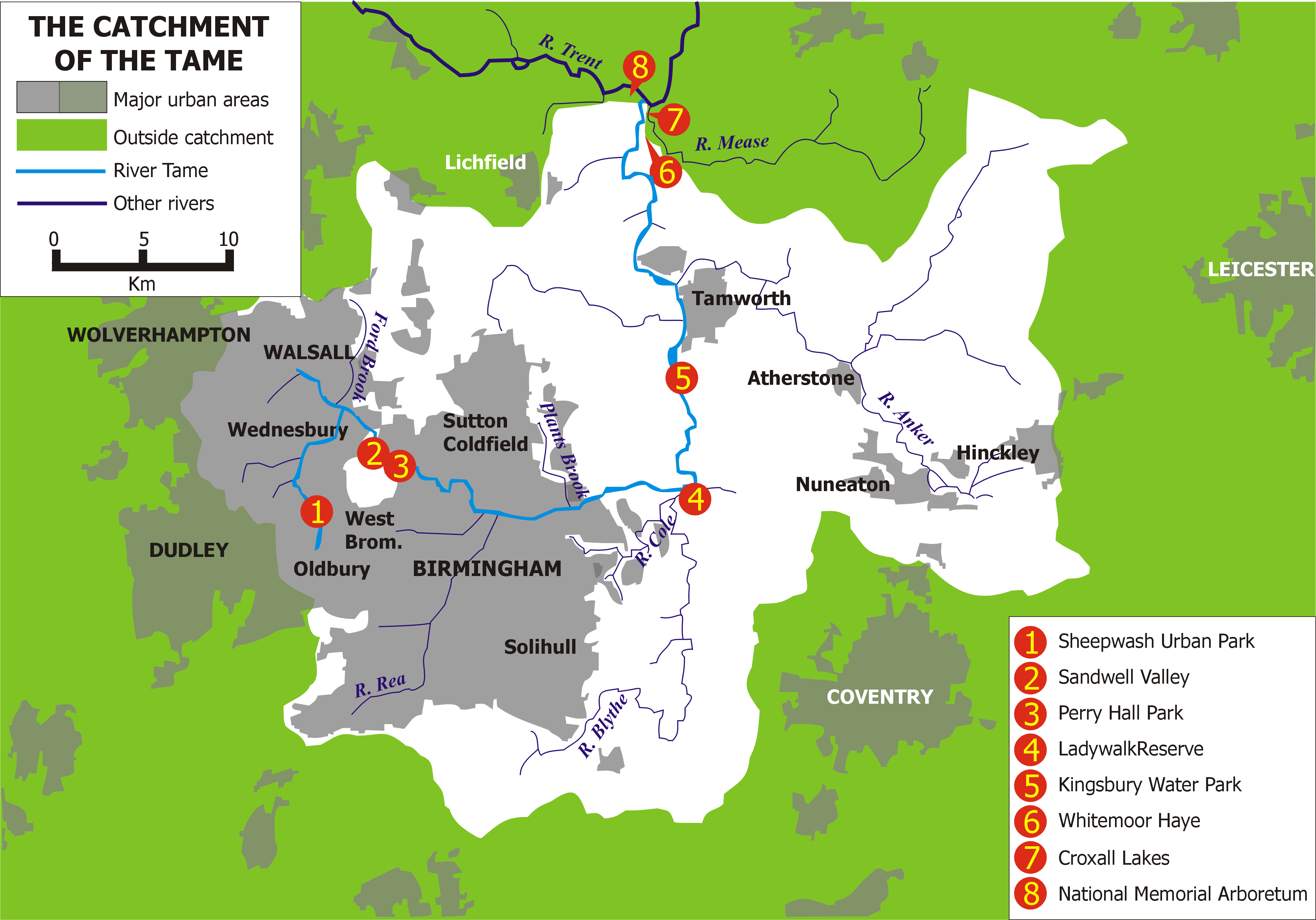
Cuenca del Tame en la que se localiza el río Anker

El río Anker es un corto río de Inglaterra. El río fluye a través del centro de Nuneaton hacia Tamworth, en Staffordshire. El río sigue antes de desaguar en Tamworth en el río Tame, un afluente del río Trent . El Anker es popular entre los pescadores y es conocido por contener grandes lucios y bagres. 
El río Anker ha inundado Nuneaton varias veces en el pasado hasta que una tormenta causó inundaciones en Weddington tan graves que el relieve cambió y hoy se asegura que el río no podría inundar nuevamente el centro de la ciudad de Nuneaton. 
Sin embargo, el río inundó en 2007 Liberty Way, lo que obligó al municipio de Nuneaton a cancelar los partidos, hasta que el agua del río hubiese bajado.
- Datos: Q7337084
- Multimedia: River Anker / Q7337084